# Моосларг
Моосла́рг (фр. Mooslargue) — коммуна на северо-востоке Франции в регионе Гранд-Эст (бывший Эльзас — Шампань — Арденны — Лотарингия), департамент Верхний Рейн, округ Альткирш, кантон Мазво. До марта 2015 года коммуна административно входила в состав упразднённого кантона Феррет (округ Альткирш).
Площадь коммуны — 5,63 км², население — 380 человек (2006) с тенденцией к росту: 437 человек (2012), плотность населения — 77,6 чел/км².

## Население
Численность населения коммуны в 2011 году составляла 465 человек, а в 2012 году — 437 человек.
| 1962 | 1968 | 1975 | 1982 | 1990 | 1999 | 2006 | 2008 | 2011 | 2012 |
| ---- | ---- | ---- | ---- | ---- | ---- | ---- | ---- | ---- | ---- |
| 206  | 196  | 180  | 267  | 268  | 291  | 380  | 422  | 465  | 437  |

Динамика населения:

## Экономика
В 2010 году из 329 человек трудоспособного возраста (от 15 до 64 лет) 266 были экономически активными, 63 — неактивными (показатель активности 80,9 %, в 1999 году — 80,5 %). Из 266 активных трудоспособных жителей работали 246 человек (122 мужчины и 124 женщины), 20 числились безработными (10 мужчин и 10 женщин). Среди 63 трудоспособных неактивных граждан 20 были учениками либо студентами, 23 — пенсионерами, а ещё 20 — были неактивны в силу других причин.
На протяжении 2011 года в коммуне числилось 173 облагаемых налогом домохозяйства, в которых проживало 440,5 человек. При этом медиана доходов составила 25033 евро на одного налогоплательщика.

## Достопримечательности (фотогалерея)
- Церковь
- Колокольня